# Johan Fredrik Åbom

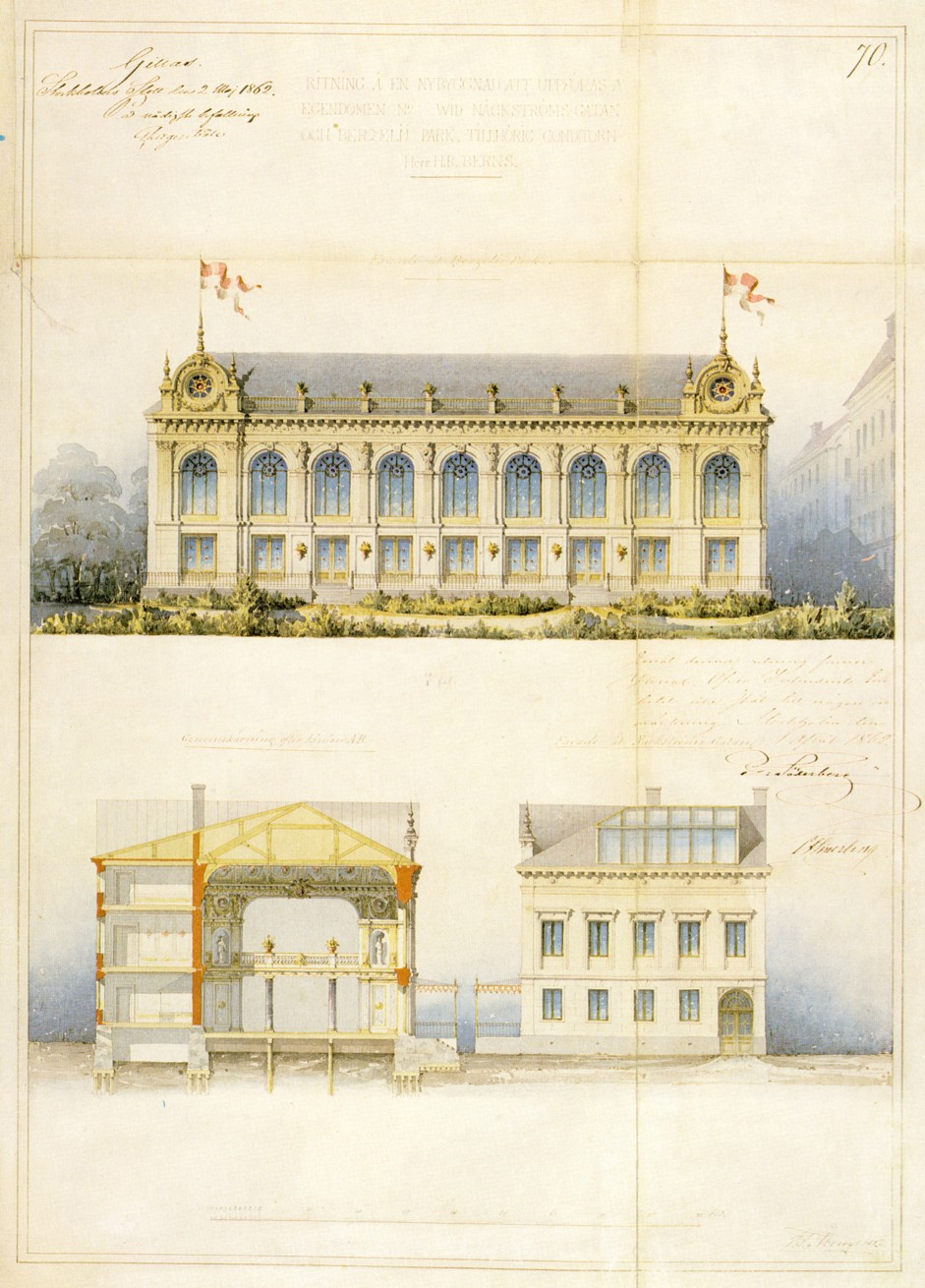
Berns salonger, Aufriss 1862

Johan Fredrik Åbom (* 30. Juli 1817 in Stockholm; † 20. April 1900) war ein schwedischer Architekt.

## Leben

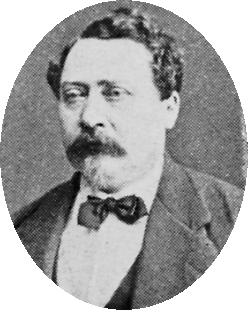
J.F. Åbom

Johan Fredrik Åbom machte eine Maurerlehre, studierte am Teknologiska institutet und an der Kungliga Konstakademien in Stockholm. Sein Kurskamerad var Fredrik Wilhelm Scholander. Nach dem Studium und bis 1882 war er Beamter beim staatlichen Architekturbüro. In der Zeit von 1843 bis 1853 war er Gefängnisarchitekt für die neuen Provinz- und Staatsgefängnisseund und sein Auftraggeber die Gefangenenkoordinierungsstelle (Fångvårdsstyrelsen). 1850 wurde Åbom Mitglied der Schwedischen Kunstakademie. 1852 unternahm er eine kurze Studienreise in Deutschland mit Hilfe eines staatlichen Stipendiums.
In seiner gesamten Karriere war er verantwortlich für eine große Anzahl architektonischer Arbeiten, sowohl für gemeinnützige als auch für private Zwecke. Dazu zählen unter anderem die Hospitalgebäude in Karlstad und Härnösand, Provinzlazarette in Kalmar, Jönköping, Mariestad, Växjö, Västerås, Vänersborg, Örebro und Sala, das Lehrgebäude für Anatomie und das Haus der Stockholmer Nation an der Universität in Uppsala, ein Kinderhaus der Freimaurer in Stockholm-Kristineberg, mehrere Bibliotheken und Industriegebäude sowie zahlreiche Restaurant- und Theaterbauten. Eines davon, Berns Salonger beim Berzelii park, nahe der Hamngatan im zentralen Stockholm, erfreut sich heute noch großer Beliebtheit. Berns Salonger, ein Platz für Varieté- und Musikunterhaltung, entwarf Åbom 1862 für den deutschstämmigen Konditormeister Heinrich Robert Berns.